# 그린란드상어
그린란드상어(학명: Somniosus microcephalus 솜니오수스 미크로케팔루스[*])는 잠꾸러기상어과에 속하는 상어의 한 종이다. 캐나다, 그린란드, 노르웨이, 아이슬란드 연안을 비롯한 북대서양에 서식한다. 몸길이는 7 m, 무게는 1t 정도이다. 눈에는 기생충이 기생해 앞을 보지 못한다고 한다. 그린란드상어는 모든 상어 중 가장 북쪽에 서식하는 종으로서, 거의 유일한 아한대 서식 상어이다. 태평양잠꾸러기상어와 근연관계에 있다. 그린란드상어의 어육에는 트리메틸아민 N산화물이라는 독소가 축적되는데, 이는 상어의 어육에 축적되는 독소 중 가장 강력한 것이다. 그러나 아이슬란드에서는 그린란드상어를 잡아다 몇 개월 동안 말리고 발효시켜 독소를 빼서 전통음식을 만든다.
그린란드 상어는 1년에 약 1cm씩 성장하는데, 이를 통해 나이를 추정한다. 2017년에 1502년에 태어난 것으로 추정되는 그린란드상어가 노르웨이근해에서 발견이 되었다. 발견된 상어의 나이를 추정해 본다면 현재까지 발견된 척추동물 중 가장 나이가 많은 동물이 된다. 물고기와 물범 등을 주로 잡아먹는데 사냥모습이 포착되지 않는다.

## 같이 보기
- 태평양잠꾸러기상어
- 남방잠꾸러기상어